# 1047型战列巡洋舰
1047设计案（荷蘭語：Ontwerp 1047），也被称为“1047号工程”，是第二次世界大战前荷兰为应对日本对荷属东印度群岛的侵略威胁而规划的一级战列巡洋舰设计方案。这些大型主力舰的建造初衷，旨在遏制日本海军对荷属东印度殖民地的军事扩张压力。
荷兰情报部门研判，一旦战争爆发，日本帝国海军的主力舰（航空母舰与战列舰）将优先用于对抗美国海军及英国皇家海军的同类舰只。在此情况下，重型和轻型巡洋舰以及水上飞机母舰将构成日军进犯东印度群岛的主要海上作战力量。
为应对此类舰艇构成的威胁，20世纪30年代，荷兰皇家海军着手设计一级新型战列巡洋舰。设计工作围绕突破由巡洋舰与小型驱逐舰组成的敌方舰队这一战术需求展开，荷兰寄望于这些战列巡洋舰能作为一支威慑性存在舰队发挥作用。然而，荷兰此前从未设计过现代化主力舰，这一短板在1939年7月11日完成的初步方案中暴露无遗：该设计未能融入第一次世界大战后舰船技术的诸多进步，装甲防护体系尤为陈旧。
经过漫长的谈判，德国与荷兰达成协议，德国将基于其战列巡洋舰理念向荷兰提供设计图纸与方案。作为交换，荷兰承诺所有必要设备均从德国企业采购。在德国协助下，至1940年2月，初步设计方案成型。然而，一次对意大利的访问促使荷兰重新审视内部布局，最终于1940年4月19日完成一套新的设计图纸。这是已知在德国入侵并占领荷兰前完成的最后一份设计方案。舰船的最终设计方案未能完成，舰艇建造亦未付诸实施。

## 背景
1931年日本入侵满洲标志着日本帝国好战情绪日益高涨，随着时间的推移，荷兰人越来越担心其东印度群岛殖民地的安全。这些岛屿包括爪哇岛、苏门答腊岛、婆罗洲和新几内亚的部分地区，对于在那里生活和贸易了三个多世纪的荷兰人来说，具有极其重要的政治和战略意义。超过50万定居者从荷兰移居到这个“第二故乡”，东印度群岛拥有丰富的宝贵资源，其中最重要的是橡胶种植园和油田；这些岛屿是当时世界第四大石油出口地，仅次于美国、伊朗和罗马尼亚。
荷兰皇家海军当时在东印度群岛仅部署了一艘远洋装甲舰——岸防舰“苏腊巴亚”号（HNLMS Soerabaja，原“七省”号岸防舰）。鉴于该舰被认为“战斗力已所剩无几”，海军遂以三艘轻巡洋舰（“爪哇”号、“苏门答腊”号及“德·勒伊特”号）、若干驱逐舰与一支规模庞大的潜艇舰队，共同承担起群岛的主要海防任务。
荷兰方面认为，一旦战争爆发，日本的主力舰将忙于应对美国海军与英国皇家海军的战列舰，这意味着东印度群岛的防御只需应对日本的巡洋舰。然而，日本巡洋舰的性能远超荷兰同级舰艇，且在数量上也占据优势。据估计，若不再订购新舰，到1944年，荷兰皇家海军的五艘轻巡洋舰（包括两艘一战建造的爪哇级、“德·勒伊特”号以及两艘特鲁姆普级）将可能面临日本18艘重巡洋舰和27艘轻巡洋舰的威胁。
这些因素迫使荷兰皇家海军不得不加强其海军力量，因此考虑建造三艘能够压制日本帝国海军巡洋舰的“超级巡洋舰”。虽然《华盛顿海军条约》和《伦敦海军条约》规定，缔约国新建造的巡洋舰排水量不得超过10,000吨，主炮口径不超过8英寸（20），但作为海军力量相对较弱的国家，荷兰并不是这些条约的缔约国，因此不受其限制。根据荷兰海军情报，日本巡洋舰并未与主力舰队（包括战列舰和舰队航母）一同参与演习，而是与水上飞机航母协同行动，因此荷兰推断其战列巡洋舰不必面对压倒性的舰载机空袭。此外，这些火力强大的战舰——其大口径主炮的射程远超任何护航巡洋舰或驱逐舰——将使荷兰在东印度群岛拥有一支“存在舰队”，足以威慑或阻止两栖攻击计划，因为入侵方将担心其行动可能受阻或攻击舰队被摧毁。

## 设计

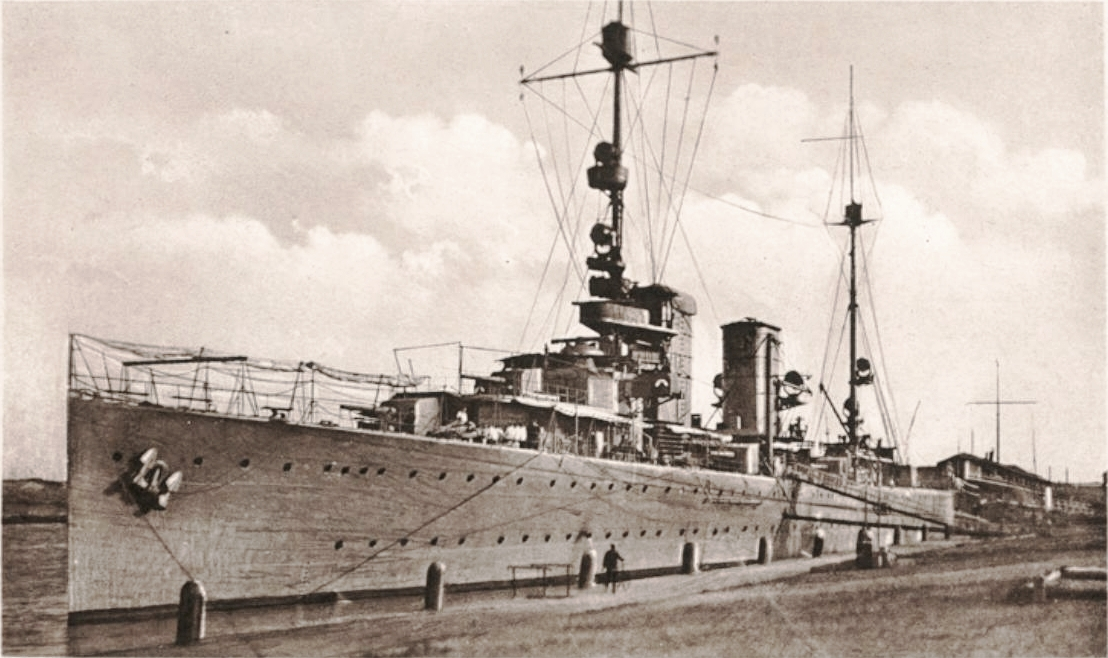
1925年，“爪哇”号停泊在登海尔德。从20世纪20年代到第二次世界大战，东印度群岛的主要防御任务都由这艘船和它的巡洋舰负责。

1938年，荷兰皇家海军多名高级军官齐聚一堂，商讨海军现代化改进方案。他们得出结论：荷兰应建立一支足够强大的海军，迫使潜在敌人“不得不动用其大部分军事实力，从而导致其他战区实力出现难以承受的削弱”。基于这一结论，加之海军参谋长的建议，国防部长J·C·C·范·迪克于1939年2月18日下令海军开始规划并估算建造两至三艘战列巡洋舰的成本。这些战舰构成了海军重整军备计划的核心部分，该计划通常被称为“1939年荷兰战列巡洋舰计划”。该计划还包括至少采购两艘驱逐舰、七艘潜艇以及若干鱼雷快艇。这些舰艇大部分将在完工后部署至东印度群岛。
在范·迪克下达命令的前一天，海军就制定了新型战列巡洋舰的设计要求。这些要求包括：能够以32节航速持续航行12小时，以20节航速续航4500海里；战舰从20节加速到30节最多用时15分钟；对轮机舱的防护要达到即使该区域中弹，航速也不受影响；吃水深度不超过9米；具备装载可供六周使用补给品的能力。理想的武器配置为：主炮是九门280毫米火炮，安装在三座三联装炮塔中，且每门火炮可独立射击；副炮为120毫米火炮，安装在四座双联装炮塔内作为高平兩用砲；防空武器为十四门40毫米双联装火炮，并采用集中火控。舰载机为两架战斗机和两架侦察机。设计中的装甲各方面都有具体数值，着重强调了对鱼雷和水雷的防护，以及对280毫米炮弹和300公斤炸弹的防御能力。

### 初期设计
在建造大型舰船方面没有任何先前的经验的荷兰海军，由于第一次世界大战的爆发导致1913年计划24,650吨无畏舰未能实现。此外，荷兰人缺乏关于更现代化舰船的重要信息来源；仅有可用的材料是都是未分类的公开来源，例如《简氏战舰年鉴》。面对这些限制，荷兰人转向外国寻求技术援助。

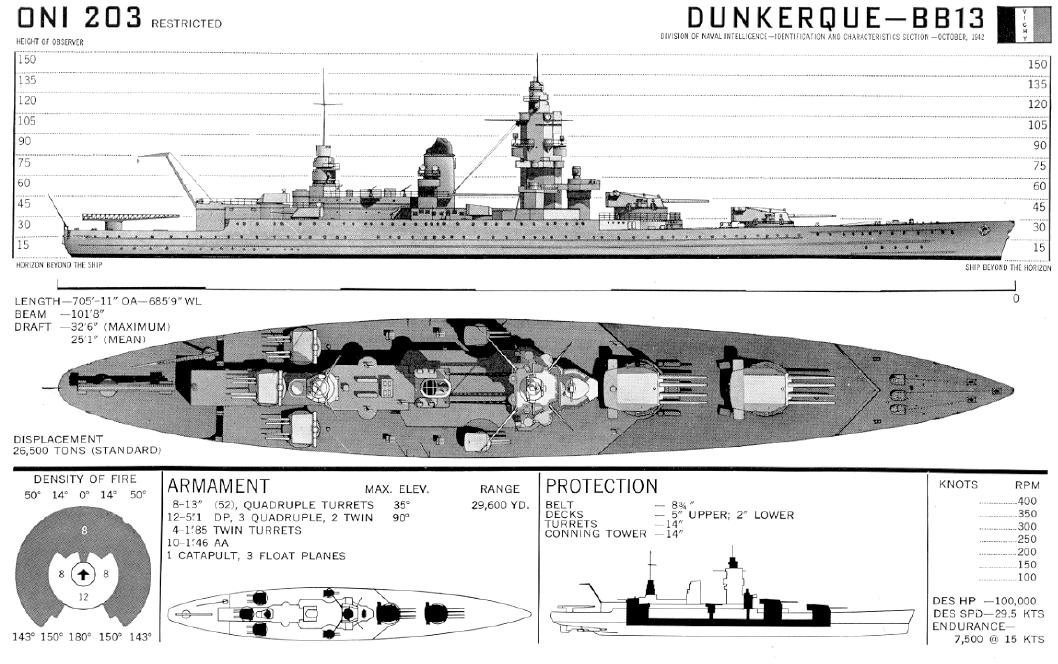
由于荷兰缺乏建造现代化战舰所需的设计经验，他们希望法国人向他们提供（如图）的设计方案。

尽管他们希望法国能够公布他们的敦刻尔克级“快速战列舰”的计划，但是他们决定把精力集中在希特勒的德国上。1939年4月24日至25日在柏林举行了非正式会谈，荷兰提出，作为对沙恩霍斯特级战列巡洋舰完整计划的回报，他们将从德国订购建设项目所需的所有设备。
1939年7月11日，荷兰装备建设部门在没有外国援助的情况下完成了一份设计草案，但该草案并未反映出第一次世界大战后各国海军主力舰设计中引入的众多技术进展。特别是其装甲方案极为过时，因为它缺乏足够的甲板装甲或良好的水下防护；它更接近于20至25年前的设计，而非当时海军军舰的设计。
尽管德国对荷兰的战列巡洋舰项目表现出兴趣，但双方未能就条款达成一致。德国代表团坚持要求确保在德国下达的订单得到保障，并规定如果荷兰不建造这些舰船，需向德国公司支付经济补偿。此外，德国方面也拒绝提供沙恩霍斯特级战列舰的完整设计图纸。进一步使谈判复杂化的是，荷兰内阁在1939年夏季并未召开会议，而当时的规定是任何协议都必须得到内阁的批准。
在等待官方批准期间，荷兰方面的筹备工作持续推进。1939年5月15日，荷兰与埃森的富乐斯多公司拟定合同，并提交了一份拟从德国采购的物资清单。两个月后，德荷双方分别于7月13日和7月31日在不来梅和柏林举行会谈。德国同意提供虽非沙恩霍斯特级专属、但能体现其战列巡洋舰设计理念的图纸方案。这些图纸于1939年8月21日交付，展示了可用于新型战列巡洋舰的多种现代化防护方案。10月4日，一位此前被任命为两国海军联络官的德国海军上将表示，尽管德国无法保证物资准时交付，但承诺将向相关企业施压以确保履约，同时保证德国海军不会干预这些企业的订单。一个月后，富乐斯多公司被正式指定为荷兰对德事务的主要代理方，但这一授权范围不包括基尔的日耳曼尼亚造船厂。

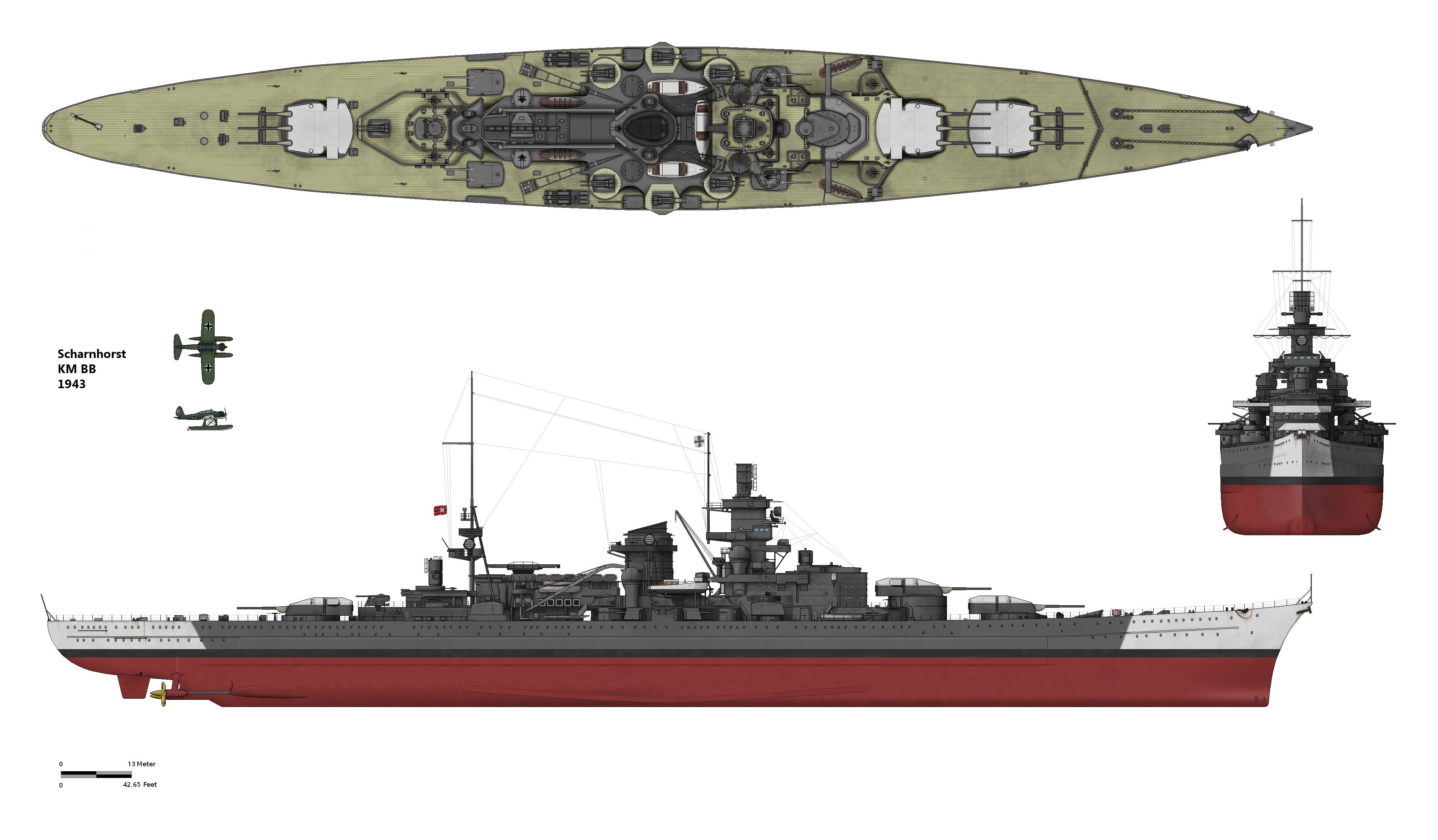
1047型舰船的设计基于德国沙恩霍斯特级战列巡洋舰；这幅三视图展现了1943年12月时的“沙恩霍斯特”号。

新型舰船的武器系统研发由基尔的日耳曼尼亚造船厂承揽。1939年7月31日，荷方与该公司会晤，明确主炮与副炮的技术指标：主炮塔装甲厚度、通过液压装置实现的-10°至+45°俯仰角范围，以及主炮850-900米/秒（2,800-3,000英尺/秒）的炮口初速均被详细规定。副炮要求具备-10°至+80°的射击仰角，炮座装甲前部80毫米、顶部150毫米、侧面50毫米。1939年11月6日，荷兰哈泽梅尔信号设备公司就火控系统配置方案展开技术磋商。
此时，计划在荷兰建造的动力系统已初具雏形。1939年8月提出的技术要求规定，舰船需配备八个锅炉房、四组齿轮传动涡轮机，输出功率达18万轴马力。经过进一步优化，納衛斯佈公司与两家德国公司（日耳曼尼亚造船厂负责涡轮机，德國造船负责锅炉）开始绘制初步方案。这些方案随后被整合为两个独立的设计研究：一个由納衛斯佈完成，另一个由船舶建設工程局（NV Ingenieurskantoor voor Scheepsbouw，简称IvS）提出。IvS表面上是连接荷德两国设计师的荷兰公司，实际上是一家为德国利益服务的幌子公司。其设计很可能基于德国海军舰船建造局制定并于8月31日送达荷兰的一套图纸。该方案未给推进系统预留足够空间，且被认为弹药库容量不足。尽管如此，它仍被纳入与荷方的讨论中，并与7月11日的设计方案合并。IvS于1940年3月11日提出了另一份方案，其优势在同年4月与荷方进行了探讨。

### 设计研究
1939年12月，两项研究分别提交了设计方案：两者均具备18万轴马力的输出能力，锅炉性能相近，但荷兰设计的舰体比德国方案大199平方（2,140平方英尺）。尽管德国设计具有尺寸较小的优势，但荷兰方面担心其动力系统可能存在运行隐患（二战期间德国海军确实遭遇了动力系统故障）。然而，可靠性问题很快变得无关紧要：最初预计推进系统需要约84（276英尺）的舰体长度，但后来发现若要确保弹药库位于装甲防护区内，最多只能分配72.8（239英尺）——而德国设计需要74（243英尺），荷兰设计则需要78（256英尺）。
12月，随着新任海军部长的上任，该项目开始受到实质性质疑。他认为荷兰更应获得一种现代化改进型装甲巡洋舰。为此拟定了一艘标准排水量16,000長噸（16,257公噸；17,920短噸）、航速29節（33英里每小時；54每小時）的基本方案，配备9门24（9.4英寸）主炮，175（6.9英寸）侧舷装甲带和75（3.0英寸）甲板装甲。尽管这种舰船将优于任何装备20（8英寸）主炮、10,000長噸（10,000公噸；11,000短噸）的条约型巡洋舰，但被认为需要做出过多妥协。其侧舷和甲板装甲被认为不足，而若要达到战列巡洋舰设计的防护水平，则将无法配备任何武器。此外，较小设计也不具备战列巡洋舰相对于对手的速度优势。基于这些原因，海军“强烈反对建造此类舰船”，该提案最终被放弃。
1940年2月，三艘战列巡洋舰的建造计划获得批准；它们将与两艘恩德拉赫特级轻巡洋舰共同承担东印度群岛的主要海上防御任务。新型轻巡洋舰将取代老旧的爪哇级，后者则将接替四十多年前开建的防护巡洋舰“海尔兰德”号等极度过时舰艇，承担炮术训练任务。大型战列巡洋舰的获批意味着将要新建一座4万吨级浮船坞，并对计划中的东印度群岛基地——泗水海军船厂——进行大规模升级改造。为建造此类舰船，荷兰造船有限公司（Netherlands Construction Company, Ltd.）开始修建一条长250（820英尺）的新船台。
德国拒绝向荷兰提供沙恩霍斯特级战舰水线以下设计详图，这成为一个主要难题。由于缺乏设计此类大型舰船水下防护系统的经验，荷兰被迫向意大利寻求帮助，并于1940年2月派遣了一个由工程师和海军军官组成的代表团前往意大利。虽然荷兰代表团被禁止查看在建战列舰“罗马”号的技术图纸——可能是为了确保其普列赛系统的细节保密——但他们获准参观了已完工的“维托里奥·维内托”号，考察了多家造船厂，采访了意大利海军总设计师，并获得了有关沙恩霍斯特级的更多信息（作为德国的盟友，意大利人了解这些舰船的部分细节）。
尽管荷兰代表团与意方讨论了本国设计师在推进系统方面遇到的问题，但他们对意大利在该领域的成果完全未受启发。另一方面，此次访问促使荷兰对战列巡洋舰设计方案中的内部舱室划分进行了彻底修改。设计师们取消了先前要求的中央纵舱壁，并试图抬高双层底以增强对磁性鱼雷的防护。但由于吃水深度限制，这一修改最终不得不放弃。

### 最终设计
当另一个代表团被派往德国讨论战列巡洋舰的问题时，荷兰人带上了他们不断改进的设计方案。这份设计标注日期为1940年4月19日，是德国入侵荷兰之前的最终版本；1047型设计从未完全完成。此时，常规负载排水量计划约为28,482公噸（28,032長噸）。尽管推进系统尚未最终确定，但在1940年3月重新评估了需求，以确认160,000轴马力是否足够，考虑到在热带水域能产生180,000轴马力的装置在北部地区能产生约200,000轴马力——温暖的水域会对蒸汽轮机的效率产生不利影响。更新后的需求还要求在四个锅炉房中安装八台亚罗锅炉，并在两个机舱中安装四台帕森斯齿轮传动涡轮机，以驱动四个螺旋桨，每个螺旋桨在热带水域条件下为40,000轴马力，在北海条件下为45,000轴马力。轮机装置的长度需求也进行了调整，一次在3月初，另一次在1940年4月20日；最终要求的总长度为79.5米。

### 武器
由尤里安·S·努特中尉提供的1940年4月19日设计特征表并未给出任何武器装备的具体细节，因为这些细节可能与1940年2月16日的早期设计图保持一致。该设计图提供了以下信息：主武器为九门283毫米火炮，副武器为十二门120毫米高平双用炮，防空武器包括十四门博福斯40毫米火炮和八门厄利孔20毫米机炮。
主武器的研制工作被委托给了日耳曼尼亚造船厂，该公司基于沙恩霍斯特级战舰上使用的283毫米SK C/34火炮，为1047型舰船设计了炮塔、炮架和火炮。使用315（694磅）的穿甲弹时，这些火炮的初速将达到900米/秒（2,950英尺/秒），最大射程为42,600（46,600碼）；每门火炮将配备120发弹药，射速约为每分钟2.5发。火炮的最大仰角为45°，旋转角度为150°，装填角度约为2°。
副武器计划为十二门博福斯120（4.7英寸）双联装火炮。目前尚不清楚这些火炮是旧版本（自20世纪20年代以来一直作为荷兰驱逐舰的主武器）还是全新版本。具体的细节如射程或射速也未知；如果使用旧版本火炮，无论如何都会进行更新（包括使用双联装而非单联装半防护炮架），而更现代化的版本直到1950年才投入使用，当时它已经结合了战争期间的经验教训进行了改进。

1939年，在“德·勒伊特”号后部上层建筑上看到的博福斯40毫米火炮。计划中，1047型舰艇将携带14门这种武器，采用双联装炮架。

近程防空将由40毫米和20毫米火炮提供。40毫米博福斯炮可以说是第二次世界大战中最佳的轻型防空炮之一。它被许多参战国用于陆地和海上的防空，包括美国、英国、荷兰、日本和瑞典。该炮于20世纪30年代初生产，在1934年至1935年间对巡洋舰“爪哇”号和“苏门答腊”号进行改装时，首次在荷兰皇家海军中服役。在第二次世界大战之前，德国西门子和哈尔斯克的荷兰子公司哈兹梅尔（Hazemeyer）为40毫米炮设计了一种“非常先进的三轴安装架连同测速控制系统”。1940年荷兰沦陷时，这一系统被带到英国，由扫雷舰“威廉·范德赞”号搭载，随后被复制并作为英国Mark IV双联装炮架投入使用。1939年11月6日讨论的1047型舰艇的拟议火控机制描述中提到，40毫米武器“将从炮位自主控制”；这似乎描述了哈兹梅尔的系统，但资料中并未直接提及这一联系。
荷兰海军在战前已经采购了一定数量的伊斯帕诺-苏伊扎20毫米炮，用于装备鱼雷艇和其他小型舰艇。1940年，当巡洋舰“雅各布·范赫姆斯科克”号逃往英国时，舰上安装了6门这种火炮。伊斯帕诺-苏伊扎炮使用的20×110弹药与厄利孔炮相似但不可互换，且射速更高，初速略快。然而，伊斯帕诺-苏伊扎炮在舰船上使用时耐久性不足，但后来成为了一种非常成功的航空机炮。

### 与沙恩霍斯特级的不同之处
尽管外观上看似相似，但德国沙恩霍斯特级战列舰与荷兰最终设计的1047型舰艇之间存在许多差异。1047型在装甲防护方面稍逊一筹，但在其他方面则远胜于沙恩霍斯特级：主炮的最大仰角高出5°，防鱼雷系统更厚，甲板防护更好地适应了舰船锅炉，四轴推进设计增加了冗余性，且设计中没有使用德国方面问题重重的高压动力装置。此外，1047型舰艇的副炮为十二门120（4.7英寸）高平两用炮，远优于沙恩霍斯特级的分开配置的150（5.9英寸）反舰炮和105（4.1英寸）防空炮。1047型的火炮更为高效，因为它们节省了舰上所需的空间和重量，同时通过仅需一种副炮弹药简化了后勤补给。

## 结局
随着第二次世界大战的爆发，几乎所有的设计工作都停止了，尽管基尔的日耳曼尼亚造船厂的设计师们继续设计炮塔和火炮布置，直到1940年5月德国入侵荷兰为止。第一艘1047型舰船原计划于1944年完工，因此无论如何都无法阻止日本向荷属东印度群岛的推进。由于战争，这些舰船的最终设计未能完成，舰船也从未建造。

## 脚注

### 引注
1. ↑  Noot (1980)，第251–252頁.
2. 1 2 3 4 5 6 7 8 9 10 11 12 13 14 15  Noot (1980)，第270頁.
3. ↑  Noot (1980)，第253–256頁.
4. 1 2  Gardiner & Chesneau (1980)，第388頁.
5. 1 2 3 4 5 6  Noot (1980)，第268頁.
6. 1 2 3 4 5 6 7  DiGiulian, Tony. . Navweaps.com. 2006-10-09  [2009-02-17]. （原始内容存档于2009-03-23）.
7. ↑  Worth (2002)，第217頁.
8. 1 2 3  Noot (1980)，第273頁.
9. 1 2 3  Noot (1980)，第257頁.
10. 1 2 3 4  Worth (2002)，第218頁.
11. ↑  Morison (1948)，第281–282頁.
12. ↑  Morison (1948)，第280頁.
13. 1 2  Arima, Yuichi. . ICE Case Studies Number 118. American University. December 2003  [2009-02-27]. （原始内容存档于2009-02-06）.
14. ↑   [通往珍珠港之路：美国对日本].   [2009-02-27]. （原始内容存档于2009-02-06）.
15. ↑  Noot (1980)，第244頁.
16. ↑  雄魂 (2017)，第71-72頁.
17. 1 2 3 4 5 6 7 8  雄魂 (2017)，第72頁.
18. ↑  Gardiner & Chesneau (1980)，第174, 187–191, 387–389頁.
19. ↑  Gardiner & Chesneau (1980)，第191–192頁.
20. 1 2 3 4 5  Bennighof, Mike. . Avalanche Press. 2005-11  [2009-02-17]. （原始内容存档于2024-09-14）.
21. ↑  . Timeline of U.S. Diplomatic History. U.S. State Department, Bureau of Public Affairs: Office of the Historian.   [2009-02-17]. （原始内容存档于2017-09-20）.
22. 1 2 3 4  Noot (1980)，第243頁.
23. ↑  Spek (1988)，第69, 71, 79頁.
24. ↑  Gardiner & Gray (1984)，第366頁.
25. 1 2 3 4 5  Noot (1980)，第245頁.
26. 1 2  Garzke & Dulin (1985)，第154頁.
27. ↑  Gardiner & Gray (1984)，第363, 366頁.
28. ↑  Garzke & Dulin (1985)，第153頁.
29. ↑  Noot (1980)，第247頁.
30. 1 2  Noot (1980)，第249頁.
31. ↑  Noot (1980)，第249, 253 and 258頁.
32. 1 2  Garzke & Dulin (1985)，第155頁.
33. 1 2 3 4  Noot (1980)，第253頁.
34. ↑  Noot (1980)，第258, 263頁.
35. ↑  Gardiner & Gray (1984)，第365頁.
36. ↑  Garzke & Dulin (1985)，第158頁.
37. ↑  Noot (1980)，第256, 268頁.
38. ↑  Noot (1980)，第253, 256, 268 and 270頁.
39. ↑  Garzke & Dulin (1985)，第156–158頁.
40. ↑  DiGiulian, Tony. . Navweaps.com. 2006-05-21  [2009-03-27]. （原始内容存档于2009-03-23）.
41. ↑  DiGiulian, Tony. . Navweaps.com. 2007-10-14  [2009-03-27].
42. ↑  雄魂 (2017)，第77頁.
43. 1 2 3  DiGiulian, Tony. . Navweaps.com. 2008-08-31  [2009-03-28]. （原始内容存档于2007-02-21）.
44. ↑  Gardiner & Gray (1984)，第367頁.
45. ↑  . netherlandsnavy.nl.   [2010-12-29]. （原始内容存档于2024-08-07）.
46. ↑  DiGiulian, Tony. . Navweaps.com. 2006-10-13  [2009-02-27]. （原始内容存档于2010-12-19）.
47. ↑  DiGiulian, Tony. . Navweaps.com. 2008-11-20  [2009-02-25]. （原始内容存档于2009-07-26）.
48. ↑  Breyer (1973)，第451頁.
49. ↑  雄魂 (2017)，第78頁.

## 期刊来源
- 雄魂.  [Brief History of Dutch Navy's Type 1047 Battle Cruiser]. 舰载武器. 2017, (8): 71-78 （中文（中国大陆））.

## 拓展阅读
- Teitler, Prof. Dr. G. . Dieren: Bataafsche Leeuw. 1984. ISBN 978-90-6707-028-7. OCLC 14691631 （荷兰语）.